# Silvia Angulo Rugeles
Silvia Angulo Rugeles (* 14. September 1983 in Bucaramanga) ist eine ehemalige kolumbianische Squashspielerin.

## Karriere
Silvia Angulo Rugeles begann ihre professionelle Karriere in der Saison 2005 auf der WSA World Tour. Ihre höchste Platzierung in der Weltrangliste erreichte sie mit Rang 66 im März 2007. Ein Mal stand sie bislang in einem Endspiel auf der World Tour: in Bogotá musste sie sich 2005 Samantha Terán geschlagen geben.
Mit der kolumbianischen Nationalmannschaft nahm sie 2012 an der Weltmeisterschaft teil und belegte mit ihr am Ende den 20. Platz. Bei den Panamerikanischen Spielen gewann sie 2007 mit der kolumbianischen Mannschaft die Bronzemedaille. 2011 sicherte sie sich sowohl mit der Mannschaft als auch in der Doppelkonkurrenz mit Catalina Peláez die Silbermedaille. 2008 wurde sie nach einem Finalsieg gegen Kristen Lange Panamerikameister. Bei den Südamerikaspielen 2010 gewann sie Gold in der Doppelkonkurrenz mit Catalina Peláez sowie mit der Mannschaft. Im Einzel gewann sie außerdem Silber, sie unterlag im Finale Nicolette Fernandes.

## Erfolge
- Panamerikameister: 2008
- Panamerikanische Spiele: 2 × Silber (Doppel und Mannschaft 2011), 1 × Bronze (Mannschaft 2007)
- Südamerikaspiele: 2 × Gold (Doppel und Mannschaft 2010), 1 × Silber (Einzel 2010)
- Zentralamerika- und Karibikspiele: 1 × Gold (Doppel 2010), 2 × Silber (Mannschaft 2006 und 2010), 2 × Bronze (Einzel und Doppel 2006)